# Agricultura natural

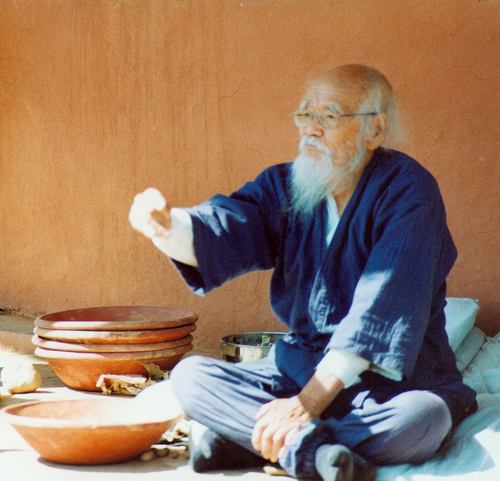
Masanobu Fukuoka, criador do conceito de Agricultura Natural

A agricultura natural é uma abordagem da agricultura ecológica estabelecida por Masanobu Fukuoka (1913–2008), um agricultor e filósofo japonês, introduzida em seu livro de 1975 A Revolução de Uma Palha. Fukuoka descreveu o seu modo de agricultura como shizen nōhō (自然農法) em japonês. É também referido como "o método de Fukuoka", "o modo natural de cultivar" ou "fazer-nada agricultura". O título refere-se não a falta de esforço, mas a evitar entradas e equipamentos fabricados, proposto no livro entitulado "A revolução de uma palha". A agricultura natural está relacionada com a agricultura de fertilidade, agricultura biológica, agricultura sustentável, agroecologia, agrofloresta, ecoagricultura e permacultura, mas deve ser distinguida da agricultura biodinâmica.[carece de fontes?]
O sistema trabalha junto com a biodiversidade natural de cada área cultivada, estimulando a complexidade dos organismos vivos - tanto vegetais quanto animais - que moldam cada ecossistema em particular para prosperar junto com as plantas alimentícias. Fukuoka via a agricultura como um meio de produzir alimentos e como uma abordagem estética ou espiritual da vida, cujo objetivo final era "o cultivo e a perfeição dos seres humanos". Ele sugeriu que os agricultores poderiam se beneficiar de observar de perto as condições locais.
As ideias de Fukuoka desafiaram radicalmente as convenções que são essenciais para a agricultura convencional modernas; em vez de promover a importação de nutrientes e de produtos químicos, ele sugeriu uma abordagem que tira proveito do ambiente local. Embora a agricultura natural seja considerada como parte da agricultura orgânica, ela difere muito de uma agricultura orgânica convencional, que Fukuoka considerou ser outra técnica moderna que perturba a natureza.
Fukuoka afirmou que sua abordagem previne poluição da água, perda de biodiversidade e erosão do solo, ao mesmo tempo que fornece grandes quantidades de alimentos.

## Conceito de Mokiti Okada
O fazendeiro e filosofo japonês Mokichi Okada propôs, na década de 1930 um cultivo natural onde existe a harmonia do meio ambiente, com a alimentação, com a saúde do homem, e também com a espiritualidade. Esse sistema agrícola consiste em cultivar os vegetais da maneira mais natural possível, rejeitando qualquer forma de cultivo, que desrespeite o modo de "comportamento" natural do solo, e do crescimento vegetal. Ou seja sem utilizar agrotóxicos (venenos), e nem mesmo adubo de origem animal (esterco, etc.), pois todos esses elementos que são predominantemente utilizados atualmente, segundo essa diretriz, retiram o verdadeiro e natural sabor dos alimentos, bem como prejudicam a saúde do homem.
Tais ideias vieram, posteriormente a influenciar os pensadores australianos Bill Mollison e David Holmgren a criarem seu movimento de permacultura.
Desse modo, Okada precedeu e inspirou o conceito de agricultura natural de Fukuoka em 40 anos.

## Princípios de Masanobu Fukuoka para a Agricultura Natural
Em princípio, os praticantes da agricultura natural afirmam que não é uma técnica, mas uma visão, ou uma forma de nos vermos como uma parte da natureza, em vez de separados ou acima dela. Da mesma forma, os próprios métodos variam amplamente, dependendo da cultura e condições locais.
Em vez de oferecer um método estruturado, Fukuoka destilou a mentalidade da agricultura natural em cinco princípios: 
1. Nãoarar
2. Nãoadubar
3. Não usar agrotóxicos: pesticidas ou herbicidas
4. Não capinar
5. Não podar

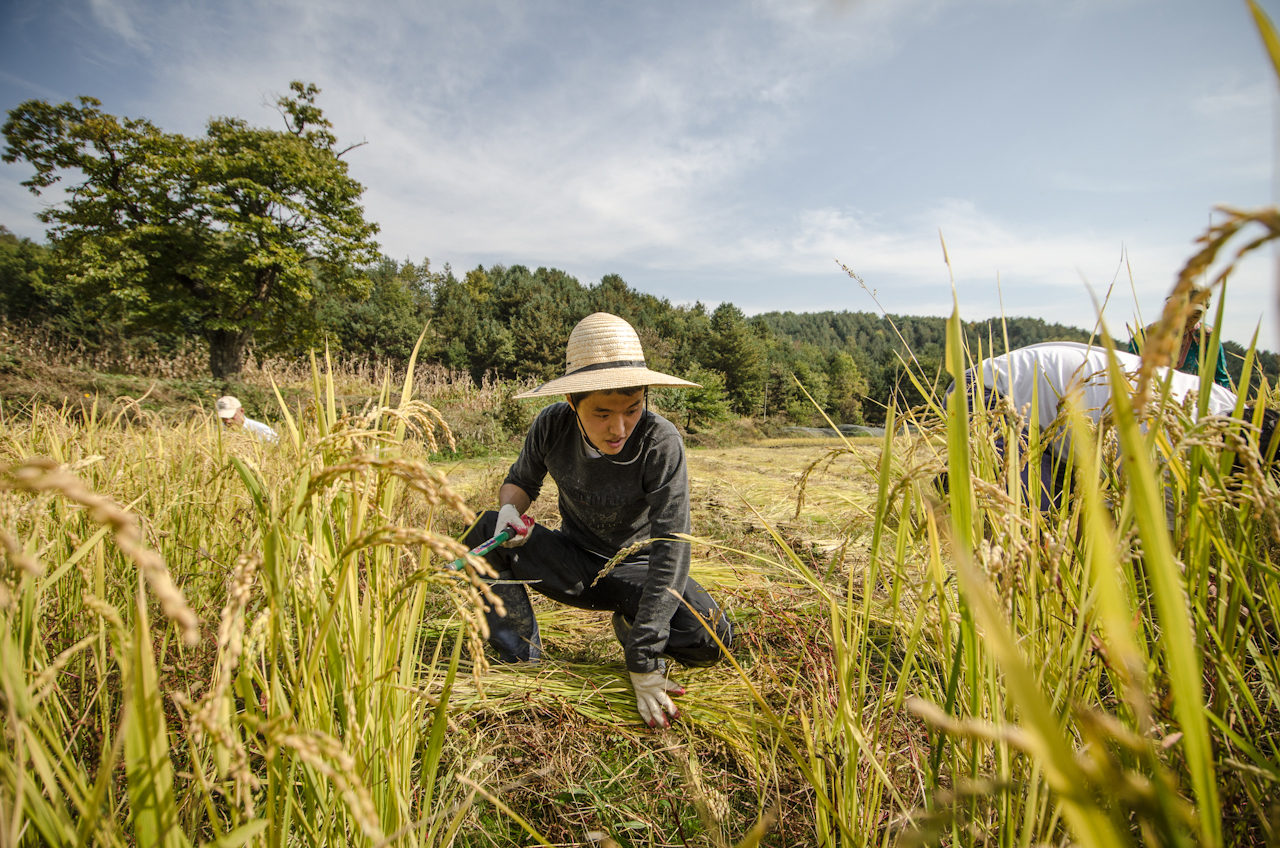
Um jovem ajuda a colher arroz manualmente em uma fazenda de agricultura natural, nesta imagem de produção do filme" Final Straw: Food, Earth, Felicidade"

Embora muitas de suas variedades de plantas e práticas se relacionem especificamente com o Japão e até mesmo com as condições locais no subtropical ocidental Shikoku, sua filosofia e os princípios governantes de seus sistemas agrícolas foram amplamente aplicados em todo o mundo, da África tropical ao temperado hemisfério norte.
A agricultura natural minimiza o trabalho humano e adota, tão próximo quanto prático, a produção da natureza de alimentos como arroz, cevada, daikon ou cítricos em biodiversidade dos ecossistemas  agrícolas. Sem arar, sementes germinam bem na superfície se as condições do local atenderem às necessidades das sementes ali colocadas. Fukuoka usou a presença de aranha em seus campos como um indicador-chave de desempenho de sustentabilidade. [carece de fontes?]
Fukuoka especifica que o solo permanece coberto por plantas espontâneas, trevo-branco, alfafa, leguminosas herbáceas e, às vezes, semeada deliberadamente plantas herbáceas. A cobertura do solo está presente junto com grãos, hortaliças e pomares. Galinhas correm soltas em pomares e patos e carpas povoam campos de arroz.
Periodicamente, as plantas da camada do solo, incluindo plantas espontâneas (ervas daninhas), podem ser cortadas e deixadas na superfície, devolvendo seus nutrientes ao solo, enquanto suprime o crescimento de outras espontâneas. Isso também facilita a semeadura na mesma área, pois a densa camada do solo esconde as sementes de animais consumidores, como pássaros.
Para safras de verão de arroz e grãos de cevada de inverno, a cobertura do solo aumenta a fixação de nitrogênio. A palha da safra anterior forma uma cobertura morta ao solo superficial. Cada safra de grãos é semeada antes que a anterior seja colhida. Mais tarde, esse método foi reduzido a uma única semeadura direta de trevo, cevada e arroz sobre as plantas de arroz em pé. O resultado é uma colheita mais densa de plantas menores, mas altamente produtivas e mais fortes.
A prática e filosofia de Fukuoka enfatizaram a operação em pequena escala e desafiaram a necessidade de técnicas de agricultura mecanizada para alta produtividade, eficiência e economias de escala. Embora a fazenda de sua família fosse maior do que a média japonesa, ele usou um campo de grãos como um exemplo em pequena escala de seu sistema.